# Jokin Gorostidi
Jokin Gorostidi Artola (Tolosa, Guipúzcoa, 4 de noviembre de 1944 - San Sebastián, 25 de abril de 2006) fue un político español de ideología independentista vasca. Dirigente de Herri Batasuna (HB) entre 1978 y 1992, parlamentario vasco entre 1980 y 1994. Fue militante de ETA durante la dictadura franquista y uno de los enjuiciados en el Proceso de Burgos. Estaba casado con la también dirigente de HB, Itziar Aizpurua.

## Proceso de Burgos
Natural de la localidad guipuzcoana de Tolosa, estudió comercio y delineación y fue mecánico de profesión. Comenzó su militancia política durante la década de 1960, militando en la organización sindical ilegal Comisiones Obreras. 
Entre 1966 y 1967 comenzó a militar en Euskadi Ta Askatasuna (ETA), que por aquel entonces estaba aún en una primera fase de su desarrollo (todavía no había cometido ningún asesinato). Identificado por la Guardia Civil en noviembre de 1967 mientras repartía octavillas subversivas, huye de esta y pasa a la clandestinidad. Cuando ETA cometió sus primeros asesinatos políticos en 1968 (José Pardines y Melitón Manzanas) la represión del régimen franquista contra la todavía incipiente ETA se intensificó, deteniendo a muchos de sus miembros y dejando a la organización prácticamente desarticulada. Jokin Gorostidi fue detenido por la Guardia Civil en Éibar el 8 de marzo de 1969. 
Con un fin ejemplarizante, el gobierno organizó un macroproceso judicial contra dieciséis miembros de ETA, entre ellos Gorostidi, que fueron acusados de los asesinatos de Pardines, Manzanas y del taxista Fermín Monasterio. Este proceso, conocido como Proceso de Burgos se celebró en diciembre de 1970 y fue uno de los episodios más convulsos del Tardofranquismo. Gorostidi fue condenado a dos penas de muerte, pero las presiones que recibió el gobierno de Franco desde numerosas instancias nacionales e internacionales hizo que a los condenados a muerte en dicho proceso, entre ellos Gorostidi, les fueran conmutadas las condenas a muerte por penas de cárcel.
Gorostidi estuvo cuatro años en régimen de aislamiento penitenciario. Permaneció en la cárcel hasta que fue liberado gracias a la Amnistía General de 1977, que liberó a los presos políticos del franquismo, entre ellos los condenados por el Proceso de Burgos. Tras ser deportado cierto tiempo a Bruselas regresó a España.
Según su propio testimonio, Gorostidi abandonó ETA en 1970 y a partir de entonces su relación con la banda se limitó a mediar entre los terroristas y el Gobierno español de UCD entre 1980 y 1982. A principios de 1980, mientras hacía de correo entre el Gobierno de la UCD y la dirección de ETA (Txomin Iturbe y Eugenio Etxebeste) fue herido en Biarritz (Francia) en un tiroteo que enfrentó a los dirigentes de ETA con la policía francesa.

## Participación en política
Tras salir de la cárcel pasó a militar en la organización política independentista y socialista Herri Alderdi Sozialista Iraultzailea (HASI, nombre en Euskera traducible como Partido Socialista Revolucionario Popular). En 1978 HASI fue uno de los partidos políticos que formaron la coalición electoral Herri Batasuna (HB). Desde la fundación de Herri Batasuna en octubre de 1978 hasta abril de 1992, Gorostidi formó parte de la Mesa Nacional (dirección colegiada) de HB.
Dentro de la Mesa Nacional, Gorostidi fue durante muchos años el encargado de relaciones internacionales y también el responsable de la tesorería de la coalición. Fue elegido por primera vez parlamentario vasco en 1980. Sería reelegido en otras 3 ocasiones, permaneciendo en este cargo hasta 1994. También fue uno de los cargos electos de HB que en febrero de 1981 participaron en los incidentes en los que se impidió al rey de España intervenir en la Casa de Juntas de Guernica entonando el "Eusko Gudariak". Por este hecho fue procesado. 
En 1992 no fue renovado como miembro de la Mesa Nacional, pasando a ser miembro únicamente del Biltzarra (Asamblea) de la coalición. A partir de dicho momento y sobre todo tras cesar como parlamentario en 1994, quedaría alejado de la primera línea de la política.
Desde los años 1980 residió en Deva (Guipúzcoa), junto con su mujer Itziar Aizpurua, con la que mantenía una relación sentimental desde los años 1960.

## Problemas con la justicia
Entre 1992 y 1996 fue responsable de la comisión de deportados de Herri Batasuna siendo encargado de establecer contactos con los miembros de ETA que se encontraban deportados en el extranjero, principalmente en países latinoamericanos.
En abril de 1993 tras regresar de Cabo Verde donde había estado visitando a los miembros de ETA allí deportados, estuvo gravemente enfermo en el hospital aquejado de una neumonía que había contraído por el virus de la legionella en el viaje. Estuvo 55 días en coma.
Años más tarde, estas labores que desempeñó en la comisión de deportados fueron la causa de que fuera acusado en el Sumario 18/98. El juez Garzón consideró a Gorostidi integrante de Xaki, el aparato internacional de ETA. El 29 de enero de 2000 se dictó una orden de detención contra él por esta causa, pero al no encontrarse en su domicilio no pudo ser detenido. Días más tarde se presentó voluntariamente ante el juez en la Audiencia Nacional, quien le dejó en libertad bajo fianza.
En 2002 fue incluido en un listado de personas a las que Garzón imputó el delito de pertenencia a banda armada porque «han formado o forman parte de la dirección de Batasuna con perfecto conocimiento».
Con posterioridad, el 16 de diciembre de 2003, Garzón volvería a ordenar su detención, esta vez en el marco de una investigación sobre la financiación de ETA. Según el juez, Gorostidi participó como intermediario en la extorsión a un empresario, que pagó 30 millones de pesetas, de los cuales solo cinco millones acabaron en las arcas de ETA. Gorostidi quedó encausado por este hecho, quedando en libertad bajo fianza a espera de juicio.
El 21 de abril de 2006, tres días antes de que fuera a ser interrogado en el juicio del sumario 18/98 sufrió un infarto mientras viajaba en tren de Deva a San Sebastián. Tras permanecer varios días en coma en el Hospital Donostia de San Sebastián, falleció el día 25.